# ルーカス・カヴァウカンテ・シウヴァ・アフォンソ
ルコン（Lucão）ことルーカス・カヴァウカンテ・シウヴァ・アフォンソ（ポルトガル語: Lucas Cavalcante Silva Afonso、1996年3月23日 - ）は、ブラジルのサッカー選手。ポジションはDF。

## クラブ歴
2013年11月17日に行われたカンピオナート・ブラジレイロ・セリエAのフルミネンセFC戦でサンパウロFCの選手としてプロ初出場、この試合の前半に出場したが、ハーフタイムにマテウス・カラメロに交代となった。2017年夏にポルトガル・プリメイラ・リーガに所属するGDエストリル・プライアに1年間の期限付き移籍となった。